# Nāḩiyat Dhāt as Salāsil
Nāḩiyat Dhāt as Salāsil (arabiska: ناحية ذات السلاسل) är ett underdistrikt i Irak.   Det ligger i provinsen Bagdad, i den centrala delen av landet, 20 km väster om huvudstaden Bagdad.